# Tyler Collins
Pour les articles homonymes, voir Collins.
Tyler James Collins (né le 6 juin 1990 à Lubbock, Texas, États-Unis) est un voltigeur des Tigers de Détroit de la Ligue majeure de baseball.

## Carrière
Tyler Collins est repêché en 6e ronde par les Tigers de Détroit en 2011. Parallèlement à son parcours en ligues mineures dans l'organisation des Tigers, Collins évolue durant l'hiver 2011-2012 avec les Blue Sox de Sydney de la Ligue australienne de baseball. Il est invité au match d'étoiles de la ligue en décembre 2011 au Barbagallo Ballpark de Perth et est nommé meilleur joueur de la partie qui est gagnée 8-5 par les étoiles de l'« équipe mondiale », dont Collins fait partie, sur l'équipe nationale d'Australie.
Après avoir joué toute la saison 2013 au niveau Double-A des ligues mineures chez les SeaWolves d'Érié, un club-école des Tigers de Détroit, Collins gradue au niveau majeur en 2014. Il dispute son premier match dans le baseball majeur le 31 mars 2014 alors qu'il est appelé à servir de coureur suppléant dans une rencontre contre les Royals de Kansas City. Il réussit son premier coup sûr chez les Tigers le 9 avril suivant aux dépens du lanceur Paco Rodriguez des Dodgers de Los Angeles. Après quelques matchs joués en tout début d'année, il revient chez les Tigers en septembre après la fin de la saison des ligues mineures. Il frappe son premier coup de circuit dans les majeures le 1er septembre 2014 aux dépens du lanceur Austin Adams des Indians de Cleveland.